# Shah Alam
Shah Alam je město v Malajsii, ležící na řece Klang 16 km jihozápadně od Kuala Lumpuru. Je hlavním městem svazového státu Selangor, má rozlohu 290 km² a žije v něm přibližně 584 tisíc obyvatel. Bylo založeno na místě kaučukovníkových plantáží jako plánované město v roce 1963 a pojmenováno podle zesnulého selangorského sultána Hisamuddin Alam Shaha. Poté, co byl Kuala Lumpur vyčleněn jako federání teritorium, ho Shah Alam nahradil v roli metropole Selangoru.
Město má strojírenský, chemický, textilní, potravinářský a tabákový průmysl. Nachází se zde ředitelství automobilky Proton Holdings a obchodního řetězce Giant Hypermarket. Ve městě sídlí veřejná vysoká škola Universiti Teknologi MARA. Masjid Sultan Salahuddin Abdul Aziz z roku 1988 je největší mešitou v Malajsii. Významným sportovním zařízením je Shah Alam Stadium pro 80 000 diváků, kde hraje domácí zápasy klub Selangor FC.